# Joaquín III

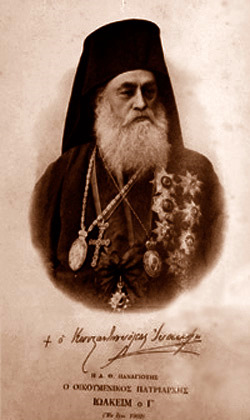
Joaquín III.

Joaquín III (* Constantinopla, 30 de enero de 1834 – 26 de noviembre de 1912) fue Patriarca de Constantinopla en dos ocasiones, desde el 16 de octubre de 1878 al 11 de abril de 1884 y desde el 7 de junio de 1901 al 26 de noviembre de 1912. Realizó estudios en Viena para posteriormente ocupar el cargo de diácono del templo de San Jorge entre 1858 y 1861. Posteriormente, en 1880 fundó la revista “Verdad”.
Gozó del apoyo del gobierno ruso y de gran respeto entre la jerarquía rusa; Los griegos llamaban "el corifaeus de los patriarcas." Tratado de estado supranacional del Patriarcado Ecuménico, fortaleció el inicio administrativo en la gestión de la Iglesia de Constantinopla.
Miembro honorario de la Academia Teológica de San Petersburgo (1905).
| Predecesor: Joaquín II Constantino V | Patriarca de Constantinopla 1878 – 1884 1901 –1912 | Sucesor: Joaquín IV Germano V |